# Minamoto no Saneakira
Minamoto no Saneakira (源 信明), född 910, död 970, var en waka-poet under Heian- perioden. Han utsågs, tillsammans med sin far, Minamoto no Kintada, till en av Sanjūrokkasen (三十六歌仙, De trettiosex Odödliga Poeterna) av Fujiwara no Kintō, där urvalet gjordes bland poeter under Nara-, Asuka- och Heian-perioderna.
Faderns dikter finns bevarade i den kejserliga antologin Goshūi Wakashū. Av Saneakira finns diktsamlingen Saneakirashū (信明集) bevarad. Ett exempel från denna samling finns återgiven nedan. 

## Ett exempel
Ett exempel på Saneakiras poesi: 
Shinu shinu to
Kiku kiku dani mo
Aimineba
Inochi mo itsu no
Ta ni ka nokosan
Wakan finns i engelsk översättning, men har inte översatts till svenska:
| ” | I shall die, shall die – For all you hear me, hear me, We’ve no rendezvous; For when, for whom shuld I keep The life that I would barter? | „ |